# Welt am Abend (Wien)
Welt am Abend (Untertitel: Das österreichische Abendblatt) war eine österreichische Tageszeitung. Sie wurde am 1. Oktober 1946 – als einzige der acht nach dem Zweiten Weltkrieg von den Alliierten Besatzungsmächten in Österreich gegründeten Zeitungen – vom Französischen Informationsdienst gegründet und herausgegeben. Das Blatt erschien nur in Wien, täglich außer Sonntag und Montag. Ein Exemplar kostete 35 Groschen.
Am 1. März 1948 wurde die „Welt am Abend“ von der SPÖ-nahen „Welt am Montag-Zeitungsverlagsgesellschaft“ übernommen und bereits am 30. Oktober 1948 das Erscheinen eingestellt.
1948 arbeitete Johannes Mario Simmel als Kulturredakteur für die Zeitung, verfasste Filmkritiken und Feuilletons, bis er 1950 nach München übersiedelte und dort für die Illustrierte „Quick“ tätig wurde. Otto F. Beer und Oskar Maurus Fontana schrieben für das Blatt Theaterkritiken.